# 裘錦秋中學（元朗）
裘錦秋中學（元朗）（英語：Ju Ching Chu Secondary School (Yuen Long)），簡稱JCCSSYL。該校辦學宗旨是「本著校訓自強不息的精神，以學生為本，注重五育均衡發展，培養勤奮學習、獨立思考、探索真理的精神，發展學生潛能，使其具有良好操守及健康積極態度。」 全校教師總人數為62人，其中92%擁有教育文憑、100%擁有學士資格、60%是碩士、博士或以上學歷；年資方面，18%老師年資在4年或以下、16%年資5年至9年、66%老師擁有10年或以上年資。

## 校訓
裘錦秋中學的校訓是「自強不息」，語出《易經·乾卦》，原文「天行健，君子以自強不息」，意思是「自然運行，穩健無間之賢人志士，要發憤自勵，不停不棄」。

## 校史[2]
- 1966年：本興學辦校、造福社會、作育英才之旨，於荃灣創辦裘錦秋英文書院。
- 1975年及1977年：校董會分別在元朗、屯門再開辦兩所中學，即元朗裘錦秋英文書院及屯門裘錦秋英文書院。元朗分校位於安樂路元朗遠東發展大廈內，地下為入口及校務處，1和2樓為課室，美術室，3樓為教員室，圖書室，活動室及小食部。因應校舍細小限制，要分為上下午班上課。
- 1982年：三所中學均轉為政府資助津貼中學。
- 1990年：在上海開辦上海裘錦秋實驗學校。
- 1994年9月：該校正式命名為裘錦秋中學（元朗）。

## 歷任校長
1. 盧恩成校長（1975年－1982年）
2. 陸汝川校長（1982年－1986年）
3. 林沛德校長（1986年－2006年）
4. 潘步釗校長（2006年－2022年）
5. 梅志文校長（2022年-2025年）

## 校舍[3]
該校校舍座落於天水圍嘉湖山莊賞湖居旁，鄰近天水圍公園及天水圍運動場。校舍為一座1988年版本靈活式校舍，設課室30個、輔導教學室3個、科學特別室6個、電腦室4個；另有禮堂、圖書館、標準球場及有蓋雨天操場。
自1999年9月起，校方在禮堂、所有課室、圖書館及各特別室安裝冷氣設備，此外，為改善教學環境，各課室內均裝有「六機一幕」，即電腦、投影機、電視機、高映機、錄影機及屏幕，為師生提供更舒適的學習環境。
校舍於2003年9月開始進行改善工程，經歷探土、圍板、打樁、灌漿等工序後，校舍新翼在2005年5月正式啟用。新教學大樓樓高七層，處於舊翼左側並與舊翼相連，各樓層採用開放式樓梯；新教學大樓外牆以灰白色為主調，配以淺紫；走廊外牆鋪上磁磚。新教學大樓除新建了7個標準「千禧課室」外，更新建各項簇新而先進的設施，其中包括可容納200多人的大型綜合演藝廳——「錦蘭堂」、語言學習中心、多媒體學習中心、天台球場及學生活動中心等。
校舍於2021年7月翻新位於2樓電腦室為STEAM room 並於2021年8月翻新圖書館，新圖書館採用開放式設計，大門採用全玻璃大門採光度十足，且格局空間較之前大，並增設大螢幕、卡坐位及充電線，予以同學全新舒適空間。
2022年起，學校圖書館開放部分空間加入文物元素，展出老師珍藏作文物教學用途，獲業界認同及不同媒體報導。

## 社制
設有四個社別。分別為：
- 東社-代表顏色 綠色
- 南社-代表顏色 紅色
- 西社-代表顏色 藍色
- 北社-代表顏色 黃色

## 獎項
2022年12月 該校初中組同學榮獲亞太資訊及通訊科技獎優異獎。一年一度的亞太資訊及通訊科技獎是亞太地區資訊及通訊科技人才交流和建立夥伴關係的重要平台。學校在亞太資訊及通訊科技大獎中表現卓越，在206個參賽項目中脫穎而出，為港爭光，該校是唯一一隊香港隊在初中組獲獎的組別。
2022年12月 學校獲F1 in schools 香港站季軍，將代表中國香港參與新加坡舉行的世界賽。 F1 in Schools比賽於1999年在英國成立，足跡超越50個國家。F1 in Schools是全球最大型與一級方程式賽車相關的教育活動。F1 in Schools 能夠結合不同元素，讓學生有多元化學習的機會。就如真實的一級方程式比賽般，學生需透過電腦輔助設計軟件，設計並製造賽車模型，利用壓縮氣體推動賽車，進行比賽。今年比賽由香港特區政府創新科技署（ITC）資助，並由香港生產力促進局（生產力局）主辦，更希望可以藉此機會培育下一代的工程師，推動香港科技發展，創建美好未來。
在港鐵公司「STEM 創未來」計劃中得最具創意計劃大獎。
於美國紐約舉行的「世界青少年英才奧林匹克競賽」中以「智能安全嬰兒車」項目參賽，並獲得科學組銀獎。
2022年9月4日在香港青少年升國旗儀式比賽榮獲中學組冠軍🇨🇳 （页面存档备份，存于）

## 著名校友
- 史寒冰：無綫新聞專題組記者
- 王思淇：屯門醫院醫生
- 高培基：香港科技大學哲學博士生
- 張偉傑：香港理工大學建築環境及能源工程學系哲學博士生

## 事件
- 2009年：學校進行外評：局方認為學生儀容整潔、守規有禮，信任和尊敬師長，樂意與人溝通，朋輩相處和睦，對學校有歸屬感。學生樂於承擔校方委派的任務，具責任感，能緊守崗位努力把工作完成。誠如報告初稿所言：「學校的行政井然有序，工作指引及流程具體清晰」（總結）：「具自我完善的態度和專業精神」（總結）；「現階段在各範疇均有穩健的發展」（總結）。
- 2019年：學校再一次進行外評，校外評核結果如下:

1. 面對未來的挑戰積極部署，能照顧學生的需要
2. 關注事項切合學校發展需要﹔自評尚需完善以回饋策劃
3. 重整行政架構，加強統籌和監察；重視教師專業發展，需檢視成效繼續完善整體規劃
4. 致力培養學生正面價值觀，優化班級經營，有效支援學生成長
5. 加強生涯規劃，引導學生認識自我，規劃未來；能針對學生多樣性，提供適切的支援
6. 配合課程發展趨勢制訂校本課程，仍需關注課程的均衡性
7. 著力透過閱讀培養學生自主學習，推行策略發展穩妥，漸見成效
8. 學生學習態度良好，教師運用多元化教學策略成果漸見
9. 學生守規受教，學業表現良好，樂於參與活動及比賽

## 友好学校
- 北京市第十九中学[11]

## 外部連結
- 學校官方網站（页面存档备份，存于）